# Mårten Brenner
Mårten Withmar Brenner, född 28 maj 1926 i Helsingfors, död 11 juli 2012 i Åbo, var en finländsk fysiker. 
Brenner blev filosofie doktor 1959, var chefsfysiker vid strålbehandlingskliniken i Helsingfors 1962–1966 samt professor i fysik vid Åbo Akademi 1966–1991 och chef för dess acceleratorlaboratorium 1974–1989. Han innehade förtroendeuppdrag inom sitt eget fack och inom musiklivet, bland annat som ordförande i Brahe Djäknar 1966–1968 och Akademiska orkestern 1971–1974. Han bedrev forskning inom kärnfysik, strålningsfysik och medicinsk fysik.

## Utmärkelser
- Riddartecknet av I klass av Finlands Vita Ros’ orden[2]
- Minnesmedalj för deltagande i 1941-1945 års krig[2]

[Redigera Wikidata]